# Gennagyij Gennagyjevics Golovkin
Gennagyij Golovkin (kazakul: Геннадий Головкин, oroszul: Геннадий Геннадьевич Головкин [Gennagyij Gennagyjevics Golovkin]; Karaganda, 1982. április 8.) olimpiai ezüstérmes kazahsztáni orosz ökölvívó.

## Amatőr eredményei
- 2000-ben junior világbajnok kisváltósúlyban.
- 2002-ben aranyérmes az Ázsia Játékokon nagyváltósúlyban .
- 2003-ban amatőr világbajnok középsúlyban.
- 2004-ben az olimpián ezüstérmes, a döntőben az orosz Gajdarbekovtól szenvedett vereséget.

## Profi karrierje
A hamburgi Univerzumban kezdte profi karrierjét Erdei Zsolt csapattársaként.
Eddig 42 mérkőzést vívott, 40 mérkőzést nyert,1 veszített,1 döntetlen.